# نجابولو ناجكوبو
نجابولو ناجكوبو (بالإنجليزية: Njabulo Ngcobo)‏ هو لاعب كرة قدم جنوب أفريقي في مركز الدفاع، ولد في 27 مايو 1994 في Folweni ‏.

## وصلات خارجية
- نجابولو ناجكوبو على موقع قاعدة بيانات كرة القدم.إي يو (الإنجليزية)
- نجابولو ناجكوبو على موقع ناشيونال فوتبول تيمز (الإنجليزية)
- نجابولو ناجكوبو على موقع Soccerway.com (الإنجليزية)
- نجابولو ناجكوبو على موقع عالم كرة القدم.نت (الإنجليزية)